# Okechukwu Christian Irobiso
Okechukwu Christian Irobiso (* 28. května 1993, Lagos) je nigerijský fotbalový útočník vlastnící také portugalské občanství, od ledna 2015 hráč SC Farense. V zahraničí působil na Slovensku a v Česku.

## Klubová kariéra
Svoji fotbalovou kariéru začal v FC Paços de Ferreira, kde prošel všemi mládežnickými kategoriemi a v roce 2012 se propracoval do prvního mužstva. Před sezonou 2012/13 odešel na hostování do CF União. V únoru 2014 přestoupil do Senice, která se pro něj stala prvním zahraničním angažmá. V létě 2014 zamířil do klubu FC Vysočina Jihlava. Po podzimní části sezóny 2014/15 v mužstvu skončil, nastoupil pouze ke 3 zápasům. V lednu 2015 odešel do klubu SC Farense hrajícího portugalskou druhou ligu Segunda Liga.